# Campeonato Mundial de Ginástica Artística de 2009 - Barras assimétricas feminino
A competição das barras assimétricas feminino do Campeonato Mundial de Ginástica Artística de 2009 teve sua final disputada no dia 17 de outubro. A qualificatória que definiu as ginastas finalistas foi disputada em 14 de outubro

## Medalhistas
| Ouro   | CHN He Kexin      |
| Prata  | JPN Koko Tsurumi  |
| Bronze | ROU Ana Porgras   |
| Bronze | USA Rebecca Bross |

## Resultados

### Qualificatória

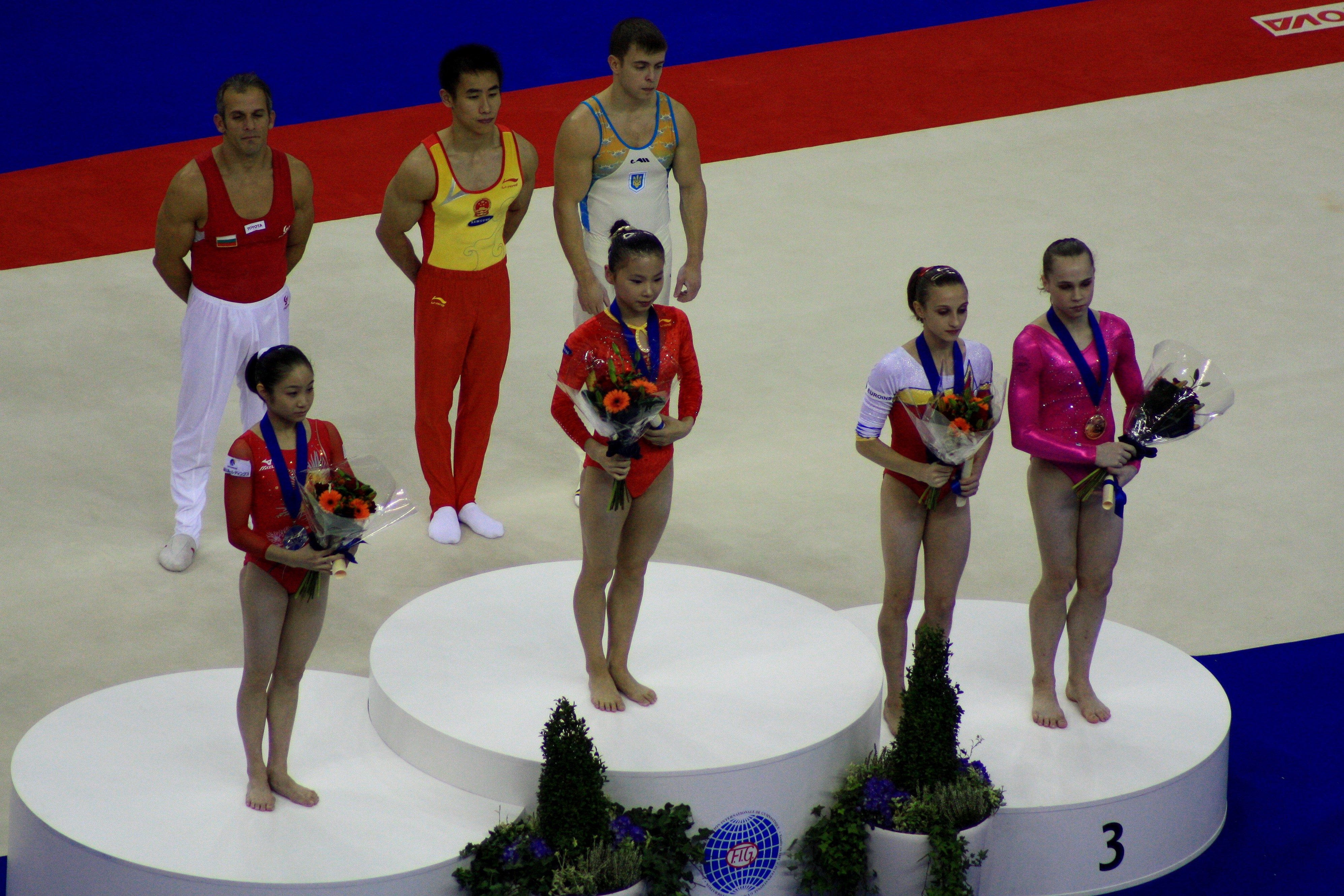
Pódio das assimétricas: Koko Tsurumi (esquerda), He Kexin (centro, alto), Ana Porgras e Rebecca Bross (direita).

Esses são os resultados da qualificatória.
| Pos. | Ginasta                 | Total  | Nota |
| ---- | ----------------------- | ------ | ---- |
| 1    | CHN He Kexin            | 15,975 | Q    |
| 2    | USA Rebecca Bross       | 15,050 | Q    |
| 3    | PRK Cha Yong-Hwa        | 15,025 | Q    |
| 4    | JPN Koko Tsurumi        | 14,775 | Q    |
| 5    | AUS Larrissa Miller     | 14,650 | Q    |
| 6    | USA Bridget Sloan       | 14,600 | Q    |
| 7    | ROU Ana Porgras         | 14,575 | Q    |
| 8    | ITA Serena Licchetta    | 14,200 | Q    |
| 9    | RUS Ekaterina Kurbatova | 14,200 | R    |
| 10   | RUS Ksenia Semenova     | 14,200 | R    |
| 11   | ROU Gabriela Drăgoi     | 14,150 | R    |

- Q - qualificada para a final
- R - reserva

### Final
Esses são os resultados da final.
| Pos. | Ginasta              | Nota D | Nota E | Pen. | Total   |
| ---- | -------------------- | ------ | ------ | ---- | ------- |
|      | CHN He Kexin         | 7,100  | 8,900  |      | 16,000  |
|      | JPN Koko Tsurumi     | 6,200  | 8,675  |      | 14,875  |
|      | ROU Ana Porgras      | 6,300  | 8,375  |      | 14,675  |
|      | USA Rebecca Bross    | 6,200  | 8,475  |      | 14,675  |
| 5    | USA Bridget Sloan    | 5,900  | 8,700  |      | 14,600  |
| 6    | AUS Larrissa Miller  | 5,900  | 8,675  |      | 14,575  |
| 7    | ITA Serena Licchetta | 5,100  | 6,850  |      | 11,950  |
| DSQ  | PRK Cha Yong-Hwa     | 6,300  | 8,350  |      | 14,650* |

*Cha foi desclassificada devido irregularidades em seu passaporte.